# Turismo en Inglaterra

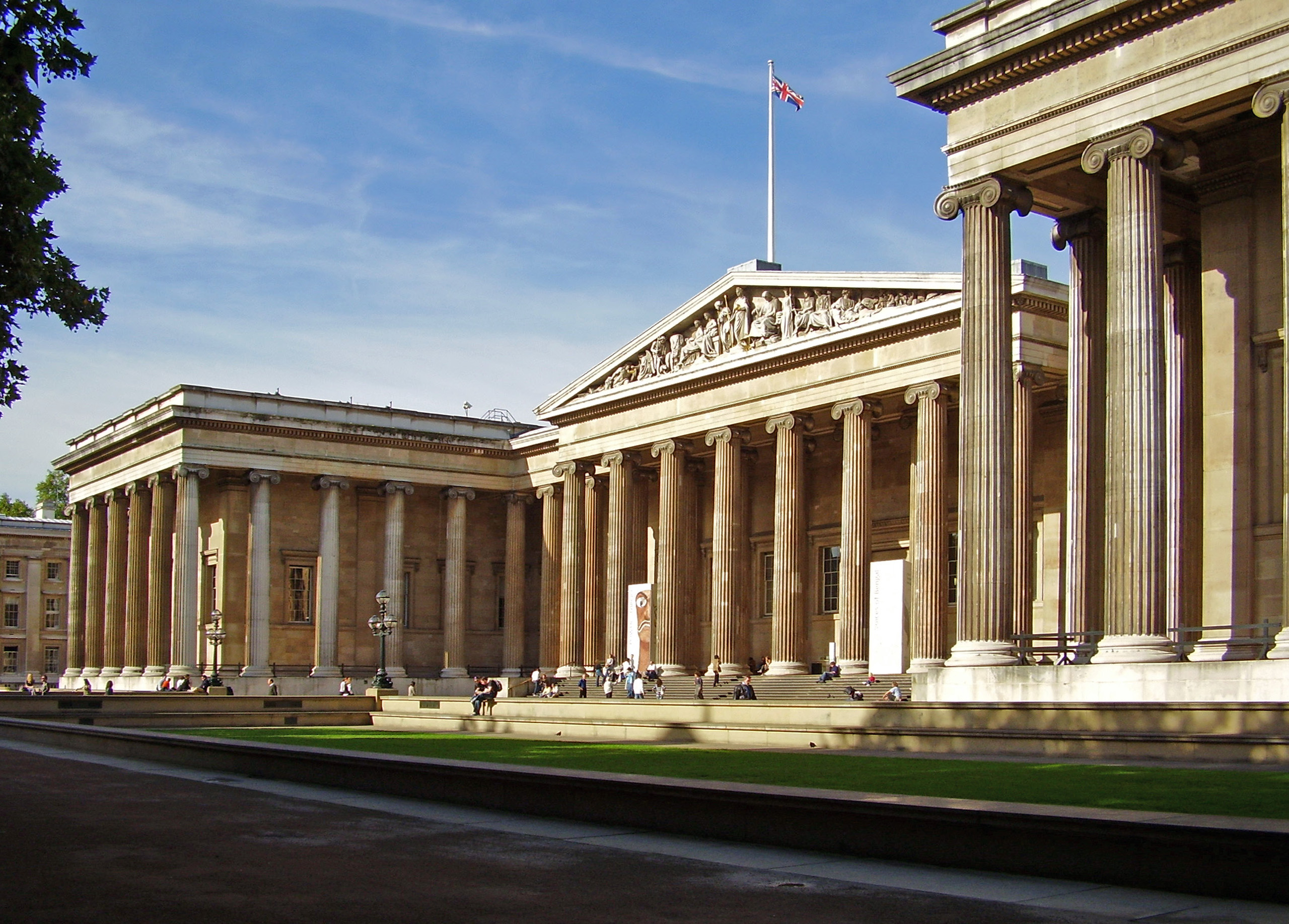
Museo Británico

El turismo desempeña un papel importante en la vida económica de Inglaterra.

## Cultura y patrimonio turístico
La larga historia de Inglaterra y su difundida cultura mundial a través del idioma inglés y el colonialismo hacen de Inglaterra un destino turístico muy popular, especialmente en Londres.

### Ciudades patrimonio en Inglaterra
- Bath: una ciudad balneario, famosa por su arquitectura georgiana y crescentes, y también por sus baños romanos.
- Brighton: se encuentra en la costa e incluye dos muelles, el muelle del oeste y el embarcadero de Brighton, y es la sede del Pabellón Real.
- Bristol: el Puente Colgante Clifton de Brunel es un hito famoso y la SS Gran Bretaña es otra de las famosas construcciones, que ahora está en dique seco en Bristol.
- Cambridge: una famosa ciudad universitaria.
- Canterbury: reconocida por su catedral.
- Chester: importante ciudad amurallada romana y medieval con un anfiteatro y la Abadía Benedictina del siglo XI, en la actualidad la Catedral. Reconocido por su tienda medieval cubierta "filas", hipódromo y Chester Zoo.
- Dover: un puerto importante con acceso al continente. También conocido por sus acantilados blancos, y en menor medida por su castillo, el castillo de Dover.
- Durham: una famosa ciudad universitaria, también conocida por su catedral y castillo.
- Exeter: ciudad de la catedral de Exeter y el castillo de Rougemont.
- Haworth: es el lugar donde vivían las Hermanas Brontë, muy popular entre los turistas japoneses, ya que Cumbres borrascosas es una obra de culto en Japón.
- Lincoln: una ciudad medieval, donde se ubica la muy ornamentada Catedral y el Castillo de Lincoln, que conserva una copia de la Carta Magna.
- Liverpool: la Capital Europea de la Cultura 2008, un importante puerto comercial y Patrimonio de la Humanidad, sede de dos catedrales, de la Royal Liverpool Philharmonic Orchestra y con una fuerte tradición teatral. Tiene más edificios listados, parques históricos registrados, museos y galerías de arte que cualquier otra ciudad en el Reino Unido fuera de Londres. Cuenta con dos clubes de fútbol de la Premier League, Liverpool y Everton. La primera ciudad en el mundo a ser unida por ferrocarril de pasajeros (con Mánchester) también es famosa por el Gran Nacional, y su patrimonio musical, marítimo y literario.
- Norwich: ciudad conocida por su castillo y su catedral. Este último tiene la segunda torre más alta del país.
- Nottingham: la ciudad y el castillo de Nottingham son célebres en todo el mundo por sus vínculos con la leyenda de Robin Hood. El Bosque de Sherwood está cerca.
- Oxford: una ciudad conocida por su universidad, la Universidad de Oxford.
- Plymouth: un astillero naval, con una zona de patrimonio de la lista, el Barbican, que incluye el acuario marino nacional y los pasos de Mayflower. En la ciudad también se encuentra la torre de Smeaton, un antiguo faro que ahora se utiliza como un punto de vista.
- Portsmouth: se trata de un importante astillero naval. En su astillero histórico se exponen algunos célebres barcos, como el Mary Rose, y el HMS Victory. También destaca el centro comercial Gunwharf Quays, con su icónica Spinnaker Tower.
- Salisbury: la catedral de Salisbury es muy conocida, y tiene la torre más alta del país. Muy cerca se encuentra el yacimiento prehistórico de Stonehenge, que es administrado por el Patrimonio inglés.
- Shrewsbury: ciudad amurallada Medieval situado dentro de un bucle del río Severn. Famosa por sus muchos edificios de madera, iglesias, puentes de piedra y como el lugar de nacimiento de Charles Darwin.
- Stratford-upon-Avon: lugar de nacimiento de William Shakespeare, es probablemente el lugar más visitado en Stratford. Tenía más de 805.000 visitantes en 2011.
- York: famosa por la Catedral de York Minster. También destacan su Museo ferroviario nacional (National Railway Museum) y su amplia variedad de calles medievales y edificios conservados, ‘Merchant Adventurers' Hall’ y ‘the Shambles’.

Otros lugares de Inglaterra son también de interés histórico. La ciudad de Mánchester es la segunda ciudad más visitada por turistas extranjeros en Inglaterra después de Londres (en una encuesta de 2002). Muchos turistas extranjeros también visitan los países vecinos Escocia y país de Gales 
Los turistas nacionales y turistas extranjeros que tienen intereses específicos en arte, música, historia etc., visitan también los siguientes sitios:
- Birmingham: se trata de una ciudad importante, con una orquesta, galerías de arte y destacados centros de exposiciones (NEC, ICC). De interés histórico por su importante papel en la Revolución Industrial, en Birmingham pueden visitarse también la casa de la infancia y la inspiración de Tolkien. Asimismo, destaca por sus tiendas y por tener el tramo más largo de discotecas de Inglaterra.
- Gloucester: una ciudad romana con una catedral, famosa por la tumba de Eduardo II de Inglaterra, séptimo rey de la Casa de Plantagenet (1307-1327).
- Muro de Adriano: la muralla romana construida en Northumberland por orden del emperador Adriano.
- Hereford: su catedral es conocida por su famosa biblioteca encadenada y por su Mappa Mundi.
- Ironbridge: la cuna de la revolución industrial, cuenta con un legendario puente de hierro (Iron bridge).
- Mánchester: una preeminente ciudad cultural, famosa por su industria. Conocida por la orquesta Hallé y muchos museos, galerías de arte y su arquitectura de la era victoriana y  eduardiana. La ciudad fue sede de los juegos de la Commonwealth de 2002 y cuenta con dos clubes de fútbol de la Premier League, Manchester United y Manchester City. Mánchester es también conocida por ser la primera ciudad industrializada del mundo y es bien conocida por sus compras, gastronomía, música, medios de comunicación, historia social y vida nocturna.
- Winchester: famosa por su catedral y por su castillo, que tiene una representación de la Mesa Redonda del Rey Arturo en la gran sala.

## Ecoturismo
La campiña inglesa ha sido descrita como particularmente apta para el ecoturismo, si es afectada por la ironía de que las cosas que hacen que el paisaje de Gran Bretaña se caracterice por su belleza y distinción casi totalmente no son necesarias. las flores silvestres y el canto de los pájaros, las ovejas que vagan por las caídas del viento, las tiendas del pueblo y la oficina de correos, y mucho más, rara vez se justifican por motivos económicos, y para la mayoría de las personas en el poder son las únicas cosas importantes
- Proyecto Eden en Cornualles.
- El parque del Distrito de los Lagos, un parque nacional con colinas y lagos, incluyendo Windermere, el lago más grande de Inglaterra.
- El parque de Peak District, un parque nacional en Derbyshire.
- Dartmoor y Exmoor, parques nacionales en Somerset y / o Devon.
- El New Forest (El Nuevo Bosque), un parque forestal rural en Hampshire
- Jurassic Coast (Costa Jurásica), patrimonio de la humanidad en Dorset y Devon Broads, un parque nacional en Norfolk.

## Sitios más visitados

### Ciudades más visitadas por los natanieles
| Puesto | Localidad           | Número de visitantes (2016) (visitantes extranjeros) |
| 1      | Londres             | 19.060.000                                           |
| 2      | Mánchester          | 1.191.000                                            |
| 3      | Birmingham          | 1.115.000                                            |
| 4      | Liverpool           | 671.000                                              |
| 5      | Oxford              | 586.000                                              |
| 6      | Bristol             | 570.000                                              |
| 7      | Cambridge           | 498.000                                              |
| 8      | Brighton and Hove   | 465.000                                              |
| 9      | Leeds               | 331.000                                              |
| 10     | Bath                | 331.000                                              |
| 11     | Nottingham          | 304.000                                              |
| 12     | Newcastle-Upon-Tyne | 296.000                                              |
| 13     | York                | 265.000                                              |
| 14     | Reading             | 245.000                                              |
| 15     | Leicester           | 229.000                                              |

### Sitios históricos más visitados
Los lugares más visitados en Inglaterra en 2018 se recogen en la tabla que sigue. (Se recogen los datos de 2009 por conservar las estadísticas anteriores).
| Ranking | Ranking | Ranking |                                                |                     | Visitantes/año | Visitantes/año |
| Total   | Libre   | Pago    | Nombre                                         | Ciudad              | 2009           | 2018           |
| 01      | 01      | —       | Tate Modern                                    | Londres             | —              | 5 868 562      |
| 02      | 02      | —       | British Museum                                 | Londres             | —              | 5 828 552      |
| 03      | 03      | —       | National Gallery de Londres                    | Londres             | —              | 5 735 831      |
| 04      | 04      | —       | Natural History Museum (South Kensington)      | Londres             | —              | 5 226 320      |
| 05      | 05      | —       | Brighton Pier                                  | Brighton            | —              | 4 890 680 (E)  |
| 06      | 06      | —       | Museo de Victoria y Alberto (South Kensington) | Londres             | —              | 3 967 566      |
| 07      | 07      | —       | London Science Museum                          | Londres             | —              | 3 174 963      |
| 08      | 08      | —       | Somerset House                                 | Londres             | —              | 3 143 626      |
| 09      | —       | 01      | Torre de Londres                               | Londres             | 2 389 548      | 2 855 438      |
| 10      | —       | 02      | Chester Zoo                                    |                     | —              | 1 969 768      |
| 11      | —       | 03      | Royal Botanic Gardens, Kew Gardens*            |                     | —              | 1 858 513      |
| 12      | —       | 04      | Catedral de San Pablo                          | Londres             | 1 821 321      | 1 657 446 (e)  |
| 13      | —       | 05      | Windermere Lake Cruises, Bowness               |                     | —              | 1 634 654      |
| 14      | —       | 06      | Royal Academy of Arts                          | Londres             | —              | 1 594 140      |
| 15      | 09      | —       | National Portrait Gallery                      | Londres             | —              | 1 586 451 (e)  |
| 16      | —       | 07      | Stonehenge                                     | Amesbury            | 990 705        | 1 555 868      |
| 17      | —       | 08      | Abadía de Westminster                          | Londres             | 1 449 593      | 1 546 017      |
| 18      | 10      | —       | British Library                                | Londres             | —              | 1 437 839      |
| 19      | 11      | —       | World Museum Liverpool                         | Liverpool           | —              | 1 416 632      |
| 20      | —       | 09      | Termas romanas de Bath                         | Bath                | 1 196 481      | 1 302 381      |
| 21      | 12      | —       | Tate Britain                                   | Londres             | —              | 1 272 523      |
| 22      | 13      | —       | Serpentine Gallery                             | Londres             | —              | 1 208 531      |
| 23      | —       | 10      | ZSL London Zoo                                 | Londres             | —              | 1 133 952      |
| 24      | —       | 11      | Palacio de Westminster (Houses of Parliament)  | Londres             | 963 362        | 1 075 550      |
| 25      | —       | 12      | RHS Garden Wisley                              |                     | —              | 1 071 088      |
| 26      | 14      | —       | Imperial War Museum                            | Londres             | —              | 1 061 798      |
| 27      | 15      | —       | MAC Birmingham                                 | Birmingham          | —              | 1 011 351      |
| 28      | —       | 13      | Eden Project                                   | St Blazey, Cornwall | —              | 1 006 928      |
| 29      | 16      | —       | Museum of Liverpool                            | Liverpool           | —              | 962 009        |
| 30      | 17      | —       | Horniman Museum and Gardens                    |                     | —              | 926 849        |
| 31      | —       | 14      | Bodleian Library                               | Oxford              | —              | 910 806        |
| 32      | —       | 15      | Palacio de Blenheim                            | Woodstock           | 537 120        | 906 885        |
| 33      | —       | 16      | Longleat                                       |                     | —              | 904 714        |
| 33      | —       | 17      | Hampton Court Palace                           | Londres             | 541 646        | 902 584        |
| 34      | 18      | —       | Merseyside Maritime Museum                     |                     | —              | 897 415        |
| 35      | 19      | —       | Ashmolean Museum                               | Londres             | —              | 882 494        |
| 36      | —       | 18      | Tower Bridge Exhibition                        | Londres             | —              | 836 654        |
| 37      | 20      | —       | Birmingham Museum and Art Gallery              | Birmingham          | —              | 831 548        |
| 38      | —       | 19      | Shakespeare's Globe                            | Londres             | —              | 819 000        |
| 39      | —       | 20      | Tatton Park                                    |                     | —              | 775 000 (e)    |
| —       | —       | —       | Catedral de Canterbury                         | Canterbury          | 1 013 118      |                |
| —       | —       | —       | Catedral de York                               | York                | 797 100        |                |
| —       | —       | —       | Chatsworth House                               | Bakewell            | 652 969        |                |
| —       | —       | —       | Castillo de Leeds                              | Maidstone           | 646 801        |                |
| —       | —       | —       | Portsmouth Historic Dockyard                   | Portsmouth          | 532 158        |                |
| —       | —       | —       | Stourhead                                      | Mere                | 356 816        |                |
| —       | —       | —       | Beaulieu Palace House and Abbey                | Beaulieu            | 351 975        |                |

### Museos más visitados
Este artículo enumera los museos más visitados en el Reino Unido (incluyendo galerías de arte). Esta lista se basa en los números de asistencia del 2016 de los miembros de la Asociación de Visitantes Principales.
(tabla)

## Lista de lugares de interés
Este artículo contiene listas de lugares de interés turístico en Inglaterra.
- Abadías y prioratos en Inglaterra
- Lista de parques de atracciones en Reino Unido

Entre los parques temáticos más populares de Inglaterra se encuentran Pleasure Beach Blackpool, Alton Towers, Thorpe Park y Legoland Windsor.
- Sitios anglosajones en Inglaterra

Hay muy pocos edificios anglosajones que sobreviven en Inglaterra, sin embargo, se pueden ver innumerables artefactos de la época en museos de todo el país.
- Acuarios en Inglaterra

Algunos de los acuarios más grandes y visitados de Inglaterra incluyen el acuario Blue Planet, The Deep, el National Sea Life Center y Oceanarium Bournemouth.
- Museos de arte y galerías en Inglaterra

La National Gallery de Londres y Tate Modern recibieron más de 4,7 millones de visitantes en 2009. Otras galerías de arte incluyen la National Portrait Gallery, Tate Britain, Tate Liverpool, Saatchi Gallery, Manchester Art Gallery, Tate St Ives y The Walker Art Gallery.
- Playas en Inglaterra

Inglaterra, forma parte de la isla de Gran Bretaña, por lo que tiene muchas playas. Las favoritas a menudo se citan como en Devon y Cornualles aunque las ciudades del norte de Blackpool y Scarborough también son famosas por sus balnearios. Otras playas notables en Inglaterra incluyen la playa de Chesil, la playa de Fistral y las playas de la costa jurásica.
- Castillos en Inglaterra

La Torre de Londres es el castillo más visitado de Inglaterra (con 2.389.548 visitantes en 2009). El castillo de Leeds, el castillo de Dover, el castillo de Windsor, el castillo de Lindisfarne y el castillo de Warwick también se encuentran entre los castillos más conocidos de Inglaterra.